# Paavo Berglund
Paavo Allan Engelbert Berglund OBE (Helsinki, 14 de abril de 1929 – 25 de enero de 2012) fue un director de orquesta y violinista finlandés.

## Vida
Berglund nació en 1929 en Helsinki. De niño estudió violín y tocaba en un instrumento hecho por su abuelo. A la edad de 15 años se decidió por la música como su carrera y a los 18 años tocaba en restaurantes. Durante la Segunda Guerra Mundial trabajó en las fábricas de acero en Billnäs. Su carrera profesional como violinista empezó en 1946, tocando el verano entero en el Upseerikasino en Helsinki. Sus estudios formales tuvieron lugar en Helsinki, en la Academia Sibelius, en Viena y en Salzburgo. 
En una entrevista radiofónica hecha en 2002 explica cómo escuchó a la Filarmónica de Viena bajo la batuta de Wilhelm Furtwängler en su visita a Helsinki y quedó muy impresionado. Poco después fue a Viena para estudiar. Tenía muchos amigos tanto en la Filarmónica de Viena como en la Sinfónica de la Radio de Viena y podía asistir a los ensayos y sesiones de grabación. Recuerda una determinada sesión de grabación en la que Furtwängler grabó la Obertura Manfred de Schumann y El Moldava de Smetana en el Musikverein de Viena. Otro director que le dejó muy impresionado fue Hans Knappertsbusch.

## Carrera
De 1949 hasta 1958 fue violinista en la sección de primeros violines de la Sinfónica de la Radio Finlandesa.
Su carrera como director de orquesta empezó en 1949, cuando creó su propia orquesta de cámara. En 1953 cofundó la Orquesta de Cámara de Helsinki (en parte inspirado en la Orquesta Boyd Neel). En 1955 fue nombrado Director Asociado de la Orquesta Sinfónica de la Radio Finlandesa y fue director principal de la Orquesta de 1962 a 1971. En 1975 fue nombrado director musical de la Orquesta Filarmónica de Helsinki y aguantó el puesto cuatro temporadas. Fue también director del coro de voz mixto de la Unión Estudiantil de la Universidad de Helsinki y de la Sociedad Coral Académica (Akateeminen Laulu). de 1959 hasta 1961.

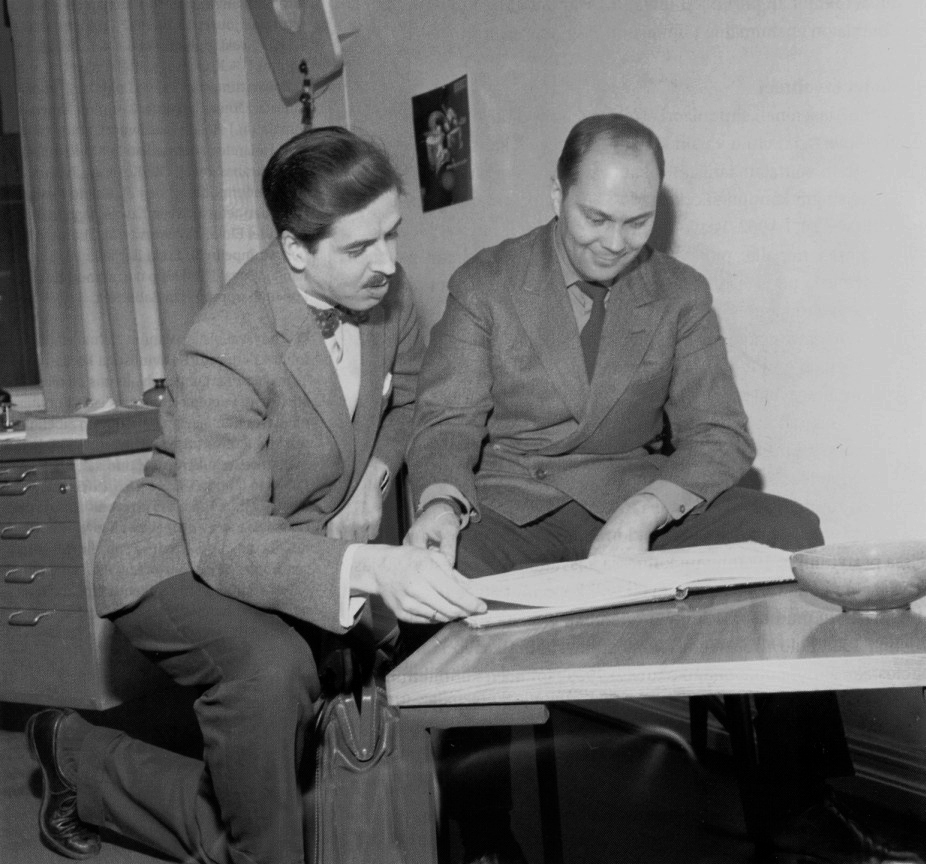
Berglund (derecha). con el violinista Heikki Louhivuori de la Orquesta de Sinfónica de la Radio Finlandesa

Logró notoriedad debido a sus ensayos crueles y a su dedicación a la perfección musical. Como director a menudo fue más allá de las indicaciones del compositor en la música de Jean Sibelius y otros, para mejorar lo que creía que eran debilidades, especialmente en orquestación, color y equilibrio. Era incansable en el estudio, la preparación y el ensayo de las partituras. 
En el Reino Unido dirigió los conciertos del centenario de Jean Sibelius con la Sinfónica de Bournemouth en 1965 y fue nombrado su director principal. Su mandato en Bournemouth se extendió entre 1972 y 1979 mejorando sus estándares de actuación, lo cual puede ser apreciado en los muchos registros que hicieron para EMI durante este periodo. De 1981 a 1985 fue director invitado principal de la Orquesta Nacional Escocesa. Dimitió de sus puestos en Helsinki y Bournemouth en 1979. En su Finlandia natal fue resaltado el hecho de que tuviera que dimitir debido a sus maneras dictatoriales. En sus declaraciones de los años siguientes resaltó que su objetivo fue siempre situar a las orquestas finlandesas entre el mejores del mundo.
Sus compromisos como invitado le llevaron a dirigir algunas de las orquestas norteamericanas y europeas más importantes, como la Filarmónica de Berlín, la Sinfónica de Londres, la Orquesta Estatal Sajona de Dresde, la Filarmónica de San Petersburgo, la Filarmónica de Moscú, la Filarmónica de Israel y la Orquesta de la Gewandhaus de Leipzig. 
Hizo su debut en Nueva York en 1978 con la Orquesta Sinfónica Americana, en el Carnegie Hall ofreciendo un concierto de música de Shostakóvich y Sibelius. Desde los 90 fue un director invitado regular en la Filarmónica de Nueva York y en la Orquesta de Cleveland.
Realizó más de 100 grabaciones discográficas. En una entrevista para el diario Helsingin Sanomat en 2009, cuando le preguntaron sobre sus grabaciones indicó que el disco de Smetana con la Orquesta Estatal Sajona de Dresde era probablemente el mejor.
Dirigió ópera en pocas ocasiones. Se puede mencionar como las óperas más importantes que dirigió Fidelio con la Ópera Nacional Finlandesa en Helsinki en 2000 (con Karita Mattila, Matti Salminen, Jaakko Ryhänen). y la ópera Maskerade de Nielsen en Copenhague.
También fue el primer director, junto a Jukka-Pekka Saraste, de la Orquesta de Cámara Finlandesa fundada en 1990. La orquesta era un instrumento para reunir músicos de calidad superior, para trabajar juntos en un exquisito ensemble donde se asegurara la excelencia en el arte y la calidad de las interpretaciones. La orquesta consta de concertinos y principales músicos de orquestas finlandesas como la Orquesta Sinfónica de la Radio Finlandesa, Filarmónica de Helsinki, Orquesta de la Ópera Nacional Finlandesa, Tapiola Sinfonietta, Avanti! y la Orquesta Sinfónica de Lahti.
Dirigió la Orquesta Sinfónica de la Academia Sibelius en unas cuantas ocasiones.

### Relación con la música de Jean Sibelius
Berglund está particularmente asociado con la música de Jean Sibelius y grabó sus sinfonías completas tres veces. Durante los años 50 Sibelius oyó al maestro finlandés dirigir algunas de las sinfonías y la Suite Rakastava y le expresó lo mucho que había disfrutado de sus interpretaciones. Conoció al compositor en su casa de Ainola como miembro de la delegación de la Orquesta de la Radio que le visitó. Sibelius le preguntó si tocaban a Schönberg y Paavo le contestó que no. Esto fue toda la conversación. Llevó a cabo la primera grabación de la Sinfonía Kullervo. Comenzó una revisión crítica de la Sinfonía n.º 7 en 1957, notando que algunas correcciones posteriores de Sibelius se habían imprimido con numerosos errores. Sus investigaciones llevaron a la publicación de una edición nueva de la sinfonía por Hansen en 1980.
En una entrevista en 1998 con el Sunday Times de Londres, habló de sus ideas interpretativas de la música de Jean Sibelius. Era considerado como una autoridad en Jean Sibelius por encima de otros directores, incluyendo a Simon Rattle. Colaboró con la Orquesta de Cámara de Europa en registros de las sinfonías completas de Jean Sibelius y Johannes Brahms. El origen para los de Sibelius fue cuando Berglund dirigió a la orquesta en el Festival de Edimburgo en un ciclo completo de las sinfonías de Sibelius. Era especialmente notable que utilizaba contingentes de cuerda más pequeños que los habituales en algunas de las sinfonías. El resultado era muy alabado.
Sus primeras interpretaciones son más oscuras y pesadas. Más tarde descubre un estilo nuevo. Mientras otros directores a menudo van hacia los grandes efectos en Sibelius, Berglund empezó a buscar la claridad que podría ser conseguida con una orquesta de aproximadamente 50 intérpretes.
En general es conocido por preferir las cuerdas de tripa en instrumentos de cuerda y el uso escaso del vibrato. A menudo dijo que el uso del vibrato tiene la culpa de posibles equivocaciones.
Fue uno de los miembros de jurado en el primer Concurso Internacional Sibelius de Dirección en 1995.
Fue uno de los mejores directores de la escuela nórdica de dirección en donde han surgido una pléyade de grandes directores finlandeses de la categoría de Leif Segerstam, Okko Kamu, Osmo Vänskä, Jukka-Pekka Saraste y Esa-Pekka Salonen. Sus lecturas destacaron por su gran limpieza, por un excelente equilibrio estructural y un logrado dinamismo. Su presencia sobre el podio fue firme, dominante y autoritaria, destacando su peculiaridad en agarrar la batuta con la mano izquierda y, de esta forma, invertir la funcionalidad de sus brazos en los tradicionales esquemas de dirección orquestal (al ser zurdo, marcaba con la mano izquierda y matizaba con la derecha, Meticuloso hasta la extenuación en los ensayos, trató de lograr una síntesis de ejecución que combina la precisión con la edificación de una atmósfera propia en cada obra a interpretar. De repertorio extenso, destacó especialmente por sus interpretaciones de Sibelius, pero también por las de Nielsen y las de Shostakóvich, siendo además un gran impulsor de la obra de los compositores finlandeses contemporáneos más relevantes.

### Última actuación
Dirigió su último concierto en la Sala Pleyel en París el 1 de junio de 2007. La orquesta era la Filarmónica de la Radio Francesa. El programa incluyó el Concierto de Violín de Brahms con Christian Tetzlaff como solista y la Sinfonía N.º 4 de Sibelius. El concierto fue grabado por la Radio Francesa.

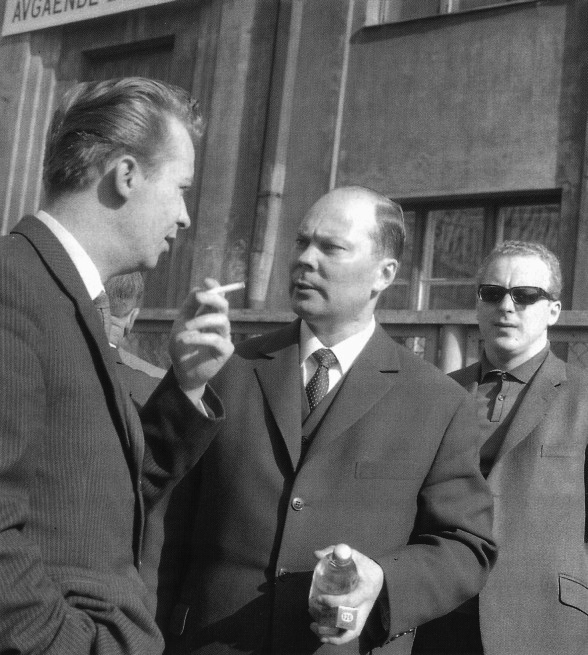
Esperando al tren en Leningrado en 1963: de izquierda a derecha, el intendente Aulis Sallinen, el director Berglund, el violinista Pertti Kiri

### Pro memoriam
Fue enterrado en Helsinki el 4 de febrero de 2012.
Jukka-Pekka Saraste recuerda al maestro en el inicio de su carrera: "Cuándo vino la primavera, fui a un concierto de la Orquesta Sinfónica de Londres, conducida por Berglund. Tocaron obras de Sibelius: la 5.ª Sinfonía, el Concierto de Violín con Ida Haendel como solista y la Hija de Pohjola. Tenía la reputación de ser inabordable. No obstante, osé introducirme después del concierto y lo encontré directo y amistoso. "Un finlandés? Dame un momento, necesito mear y lavar mis manos". Me llevó al Aberdeen Steak House, que estaba cerca, a tomar un bistec con él. Conocido como una persona arisca, me dijo una verdad sorprendente: "Cuándo estés dirigiendo, recuerda siempre mantener una actitud positiva."
En una entrevista de vídeo para la Compañía YLE, cuando le preguntaron sobre Paavo, Esa-Pekka Salonen respondió que su visión de él se corresponde con una constante búsqueda, una curiosidad inacabable, la necesidad de información nueva y la autocrítica. Buscando la verdad definitiva, que finalmente naturalmente no puede ser encontrada. 
Fue el padrino del director estonio Paavo Järvi.

## Premios y reconocimientos
- En 1971 fue nominado al Premio Grammy a la mejor interpretación coral por el álbum Sibelius: Kullervo.[14]
- En 1972 recibió junto con Arto Noras el Premio Estatal de Música de Finlandia.
- En 1977 fue nombrado Oficial de la Orden del Imperio Británico (OBE).
- En 1982 le fue entregada la Medalla Pro Finlandia.
- En 1983 fue nombrado miembro n.º 383 de la Real Academia Sueca de Música.
- En 1985 Finnish Cultural Foundation Award (40.000 FIM).
- En 1998 ganó el "Choc de l'année" de la revista Le Monde de la musique y el Diapason d'Or de la revista Diapason por la grabación de las sinfonías de Sibelius con la Orquesta de Cámara de Europa.
- En 2001 fue galardonado con el Premio Janne a la mejor grabación orquestal por la grabación de las sinfonías de Brahms con la Orquesta de Cámara de Europa. El premio es otorgado por IFPI Finlandia (Grupo Nacional Finlandés de la IFPI, en finés Musiikkituottajat).[15]
- En 2002 fue nombrado director honorario de la Orquesta Filarmónica Turku.[16]
- En 2004 recibió el premio Region Artium Cultori otorgado por Consejo de Arte de Uusimaa, región al sur de Finlandia.
- En 2011 se inauguró la Sala de ensayos PAAVO, que lleva su nombre, en el Helsinki Music Centre.[17]
- Diapason d'Or por la grabación de las sinfonías de Nielsen con la Orquesta Real Danesa.[5]

## Discografía selecta
- Opera arias. Bizet: Carmen, Song of Toreador; Mozart: Le nozze di Figaro, Aria of Figaro, "Non piu andrai"; Verdi: Aida, Radames!. Aarne Vainio, Orquesta Sinfónica de la Radio Finlandesa (Fuga 9200).
- Tribute to Martti Talvela. Sinfónica de la Radio Finlandesa (Ondine ODE 945-2).
- Bliss: Suite from Miracle in the Gorbals; Concierto para violonchelo. Arto Noras, Sinfónica de Bournemouth. 1977, Southampton Guildhall (EMI ASD 3342).
- Brahms: Complete Symphonies. Orquesta de Cámara de Europa. En vivo mayo 2000, Baden-Baden Festival Hall (Ondine ODE 990-2T).
- Brahms: Doble concierto. Yehudi Menuhin, Paul Tortelier, Filarmónica de Londres. 1984 (EMI).
- Brahms: Concierto para piano n.º 2. François-Frederic Guy, Filarmónica de Londres. En vivo 31 de mayo de 2003, Royal Festival Hall (Naïve V4944).
- Britten: Concierto para violín. Ida Haendel, Sinfónica de Bournemouth. 12 de junio de 1977 (EMI ASD 3843 CDM7642022).
- Bruch: Concierto para violín n.º 1. Frank Peter Zimmermann, Royal Philharmonic Orchestra. 2004 (Sony).
- Chaikovski: Serenata para cuerda; Dvořák: Serenata para cuerda. Orquesta de Cámara Nuevo Estocolmo. Julio 1983, Concert Hall Estocolmo (BIS CD-243).
- Chaikovski: Obertura 1812; Sinfonía n.º 4. Filarmónica de Londres. Febrero 1998, Watford Colosseum (Sony).
- Dvořák: Scherzo capriccioso; Slavonic Rhapsody n.º 3. Orquesta Estatal Sajona de Dresde. 1978, Lukaskirche Dresden (Eterna 8 27 199-200).
- Englund: Epinikia. Filarmónica de Helsinki (Finnlevy SFX 34).
- Franck: Sinfonía; Variaciones sinfónicas. Sylvia Kersenbaum, Sinfónica de Bournemouth. 1976 (EMI ASD 3308).
- Glazunov: Concierto para piano; Yardumian: Passacaglia, Recitative & Fugue. John Ogdon, Sinfónica de Bournemouth. 1977 (EMI ASD 3367).
- Grieg: Peer Gynt Suite; Alfven: Swedish Rhapsody; Järnefelt: Praeludium; Berceuse. Sinfónica de Bournemouth (EMI).
- Grieg: Danzas sinfónicas; Old Norwegian Romance with Variations. Sinfónica de Bournemouth. 1982 (EMI ASD 4170).
- Haydn: Sinfonías n.º 92 & 99. Orquesta de Cámara Finlandesa. Noviembre 1992, Hyvinkää Hall, Finlandia (Ondine).
- Haydn: Sinfonía n.º 103; Chaikovski: Serenata para cuerdas. Orquesta de Cámara Finlandesa. En vivo 1993 (FCO 1003).
- Kokkonen: Sinfonías n.º 1, 4; "...durch einen spiegel...". Sinfónica de la Radio Finesa. 1995, House of Culture Helsinki (Ondine).
- Kokkonen: Sinfonía n.º 3; Sibelius: Tapiola. Sinfónica de la Radio Finesa (EMI SXL 6432, Finlandia FA 311).
- Merikanto: Ekho; Concierto para violín n.º 2. Ulf Hästbacka, Sinfónica de la Radio Finesa. 1978 (Fennica Nova).
- Mozart: Concierto para oboe; Strauss: Concierto para oboe. Douglas Boyd, Orquesta de Cámara de Europa (Asv Living Era).
- Mozart: Conciertos para violín n.º 3 & 5. Mayumi Fujikawa, Japan Philharmonic Symphony Orchestra (EMI La Voix de son Maitre 2C 065-93594).
- Nielsen: Sinfonía n.º 5. Sinfónica de Bournemouth. 1975 (EMI ASD 3063).
- Nielsen: Sinfonías n.º 1-6. Orquesta Real Danesa. 1987-1989, Odd Fellow Hall de Copenhague (RCA Victor).
- Prokófiev: Summer Night Suite. Sinfónica de Bournemouth. 1975 (EMI ASD 3141).
- Rachmaninov: Concierto para piano n.º 3. Leif Ove Andsnes, Filarmónica de Oslo. En vivo marzo 1995, Oslo Philharmonic Hall (EMI).
- Rachmaninov: Sinfonía n.º 3 "La roca". Filarmónica de Estocolmo. Junio 1988, Philharmonic Hall de Estocolmo (RCA Victor).
- Rautio: Moon in Jupiter; Moonlight Alley. Sinfónica de la Radio Finesa (Fennica Nova).
- Rimski-Kórsakov: El gallo de oro suite. Sinfónica de Bournemouth. 1975 (EMI ASD 3141).
- Rimski-Kórsakov: La noche de mayo obertura; Glazunov: Valse de concert n.º 1; Glinka: Valse Fantaisie; Sibelius: Intermezzo & Alla Marcia de la Suite Karelia; Shalaster: Dance "Liana". Sinfónica de Bournemouth (EMI).
- Saint-Saëns: Concierto para piano n.º 2. Emil Guilels, Orquesta Sinfónica Estatal de la URSS. Diciembre 1951 (Yedang, 2002. YCC-0066).
- Schumann: Concierto para piano; Grieg: Concierto para piano. John Ogdon, Orquesta Philharmonia. 1972 (EMI ASD 2802).
- Sallinen: Chorali. Filarmónica de Helsinki (BIS CD-41).
- Shostakóvich: Sinfonías n.º 5, 6, 7, 10, 11. Sinfónica de Bournemouth. 1975, Abbey Road Studios; 1974, Southampton Guildhall (EMI).
- Shostakóvich: Sinfonía n.º 8. Orquesta Nacional Rusa. Junio 2005, DZZ Studio 5 de Moscú (Pentatone).
- Shostakóvich: Concierto para violonchelo n.º 1; Walton: Concierto para violonchelo. Paul Tortelier, Sinfónica de Bournemouth. Enero 1973, Southampton Guildhall (EMI).
- Shostakóvich: Concierto para piano n.º 1; Concierto para piano n.º 2; Three Fantastic Dances. Cristina Ortiz, Rodney Senior, Sinfónica de Bournemouth. Septiembre 1975 (EMI).
- Shostakóvich: Concierto para violín n.º 1. Arve Tellefsen, Royal Philharmonic Orchestra (Grappa, Simax).
- Sibelius: From Kullervo; Kullervon valitus. Usko Viitanen, Sinfónica de la Radio Finesa (Fuga 9240).
- Sibelius: En saga; Las oceánides; La hija de Pohjola; Luonnotar; Pelléas et Mélisande extractos. Taru Valjakka, Sinfónica de Bournemouth (EMI ESD7159).
- Sibelius: Pelléas et Mélisande; Rakastava. Orquesta de Cámara Finlandesa. En vivo Tampere Talo, 8 de abril de 1991 (FCO 1001).
- Sibelius: Finlandia; Tapiola; El cisne de Tuonela; El regreso de Lemminkäinen; Valse triste. Orquesta Philharmonia. 1983, St. John's Smith Square de Londres (EMI ASD 4186).
- Sibelius: Finlandia; El cisne de Tuonela; El regreso de Lemminkäinen; Intermezzo de la Suite Karelia; Nocturne, Elegie, Musette, Valse triste de la Suite Rey Christian II. Sinfónica de Bournemouth (EMI 1 C 063-05 011 Q).
- Sibelius: Sinfonías n.º 2 & 7. Filarmónica de Londres. Live Royal Festival Hall 6 Dec. 2003 (n.º 7). and 16 Feb. 2005 (n.º 2, (LPO 0005).
- Sibelius: Sinfonía n.º 4. Orquesta del Concertgebouw. En vivo 1991 (Antología de la Orq. del Concertgebouw Vol. 6. Grabaciones de radio en vivo 1990-2000).
- Sibelius: Sinfonía n.º 4; Sallinen: Mauermusik. Sinfónica de la Radio Finesa. Mayo 1969, House of Culture Helsinki (Decca SXL 6431, Finlandia FA 312).
- Sibelius: Sinfonías n.º 5 & 6; El cisne de Tuonela. Filarmónica de Londres. En vivo 31 de mayo de 2003, Royal Festival Hall (n.º 5, Live Dec. 6, 2003, Royal Festival Hall (n.º 6, Live Sept. 22, 2006, Queen Elizabeth Hall (Swan, (LPO 0065).
- Sibelius: Sinfonía n.º 6; The Swan of Tuonela. Orquesta Sinfónica de Radio Berlín. 1970 (Eterna 00031432BC).
- Sibelius: Sinfonías n.º 1-7; Orchestral Works. Sinfónica de Bournemouth. 1970-78, Southampton Guildhall (EMI). Incluye el estreno de la Sinfonía Kullervo.
- Sibelius: Sinfonías n.º 1-7; Finlandia, Las oceánides; Sinfonía Kullervo. Filarmónica de Helsinki. 1984-86, All Saints Tooting & House of Culture Helsinki (EMI).
- Sibelius: Sinfonías n.º 1-7. Orquesta de Cámara de Europa. 1995-97, RFO Hall Hilversum, Watford Colosseum & Nijmegen (Finlandia).
- Sibelius: Concierto para violín; Serenatas n.º 1 & 2; Humoresque n.º 5. Ida Haendel, Sinfónica de Bournemouth. Julio 1975, Southampton Guildhall (EMI).
- Sibelius: Concierto para violín; Seis humoresques para violín y orquesta. Heimo Haitto, Sinfónica de la Radio Finesa. 1964 (Finlandia Classics 2013).
- Sibelius: Concierto para violín. Arve Tellefsen, Royal Philharmonic Orchestra (Simax).
- Smetana: Má vlast. Orquesta Estatal Sajona de Dresde. 1978, Lukaskirche Dresden (Eterna 8 27 199-200).
- Strauss, J.: Csardas, Op. 441. Orquesta de la Ópera Nacional de Finlandia (Ondine ODE 8152).
- Strauss, R.: Till Eulenspiegel; Don Juan; Burlesque; Serenata para viento. Sergei Edelmann, Filarmónica de Estocolmo. Junio 1989, Philharmonic Hall de Estocolmo (RCA Victor).
- Stravinski: Concierto para piano y viento; Shostakóvich: Sinfonía n.º 8. Olli Mustonen, Filarmónica de Berlín. En vivo 2001 (Testament SBT21500).
- Vaughan Williams: Sinfonía n.º 4; The Lark Ascending. Barry Griffiths, Royal Philharmonic Orchestra. Octubre 1979, Abbey Road Studios (EMI ASD 3904).
- Vaughan Williams: Sinfonía n.º 6; Concierto para oboe. John Williams, Sinfónica de Bournemouth. Abril 1975, Southampton Guildhall (EMI ASD 3127).
- Walton: Concierto para violín. Ida Haendel, Sinfónica de Bournemouth. 1978, Southampton Guildhall (EMI ASD3843 CDM 764202 2).

### Vídeo
- Beethoven: Concierto para piano n.º 3; Grieg: Concierto para piano. Emil Guilels, Orquesta Philharmonia, Sinfónica de la Radio Finesa. En vivo Finlandia Hall Helsinki 1983, 1984 (VAI DVD DVDVAI4472).

### Estrenos
- Bergman, Erik: Símbolo Op. 52, 1960. 2232/4330/13/1, celesta, strings. Duration: 11'. — Commissioned by the Finnish Broadcasting Company. Publisher: Edition Wilhelm Hansen. First Performance: Sinfónica de la Radio Finesa, cond. Paavo Berglund, Helsinki, 14 de marzo de 1961.
- Kokkonen, Joonas: Opus sonorum, 1964. 2232/4320, piano, strings. Duration: 12'. — Publisher: Fennica Gehrman. First Performance: Sibelius Centenary Concert, Sinfónica de la Radio Finesa, cond. Paavo Berglund, Helsinki (Finland)., 16 Feb 1965.
- Kokkonen, Joonas: Sinfonisia luonnoksia (Symphonic Sketches)., 1968. 3232/4331/12/1, strings. Duration: 14'. — Publisher: Fennica Gehrman. First Performance: Sinfónica de la Radio Finesa, cond. Paavo Berglund, Helsinki (Finland)., 16 de mayo de 1968.
- Kokkonen, Joonas: Sinfonía n.º 1, 1960. 3333/4330/10, strings. Duration: 23'. — Publisher: Fennica Gehrman. First Performance: Sinfónica de la Radio Finesa, cond. Paavo Berglund, Helsinki (Finland)., 15 Mar 1960.
- Kokkonen, Joonas: Sinfonía n.º 2, 1961. 3333/4330/10/1, strings. Duration: 22'. — Publisher: Fennica Gehrman. First Performance: Sinfónica de la Radio Finesa, cond. Paavo Berglund, Helsinki (Finland)., 18 de abril de 1961.
- Kokkonen, Joonas: Sinfonía n.º 3, 1967. 4333/4330/00/1, celesta and piano, strings. Duration: 21'. — Publisher: Fennica Gehrman. First Performance: 40th anniversary concert of the Sinfónica de la Radio Finesa. Sinfónica de la Radio Finesa, cond. Paavo Berglund, Helsinki (Finland)., 12 Sep 1967.
- Kokkonen, Joonas: Sinfonía n.º 4, 1971. 4333/4330/13/1, strings. Duration: 22'. — Commissioned by the Finnish Broadcasting Company. Publisher: G. Schirmer Inc. First Performance: Sinfónica de la Radio Finesa, cond. Paavo Berglund, Helsinki (Finland)., 16 Nov 1971.
- Meriläinen, Usko: Chamber Concerto, 1962. Solo violin, percussion (2 players). and double string orchestra. Duration: 18'. — First Performance: Tuomas Haapanen, violin, Sinfónica de la Radio Finesa, cond. Paavo Berglund, Helsinki, 22 de octubre de 1964.
- Meriläinen, Usko: Suite No. 1 from the ballet Arius, 1960. 3233/4331/12/0, piano, strings. Duration: 21'. — First Performance: Sinfónica de la Radio Finesa, cond. Paavo Berglund, Helsinki, 24 de octubre de 1961.
- Meriläinen, Usko: Sinfonía n.º 2, 1964. 2222/4220/12/1, strings. Duration: 22'. — Commissioned by the Finnish Broadcasting Company. Publisher: Bote & Bock. First Performance: Sinfónica de la Radio Finesa, cond. Paavo Berglund, Helsinki, 10 de noviembre de 1964.
- Nordgren, Pehr Henrik: Agnus Dei Op. 15, 1971. Soprano, baritone, mixed choir and orchestra. Texts: Karelian folk poem, pamphlet of the Finnish Association for Nature Conservation. Basho, Einari Vuorela, Lauri Viita and Tu An-shih. Duration: 60'. — Commissioned by the Finnish Broadcasting Company. First Performance: Taru Valjakka, soprano, Matti Lehtinen, baritone, Sinfónica de la Radio Finesa and Choir, cond. Paavo Berglund, Helsinki, 11 de mayo de 1971.
- Rautavaara, Einojuhani: Canto I, 1960. Duration: 6'. — Publisher: Fennica Gehrman. First Performance: Sinfónica de la Radio Finesa, cond. Paavo Berglund, Helsinki, 7 de marzo de 1967.
- Rautavaara, Einojuhani: Concerto for Piano and Orchestra No. 1, 1969. Solo piano + 2020/4220/11, strings. Duration: 21'. — Commissioned by the Finnish Broadcasting Company. Publisher: Breitkopf & Härtel. First Performance: Einojuhani Rautavaara, piano, Sinfónica de la Radio Finesa, cond. Paavo Berglund, Helsinki Festival, 29 de mayo de 1970.
- Rautavaara, Einojuhani: Sinfonía n.º 3, 1961. 2222/2231, 4 Wagner tubas/10, strings. Duration: 33'. — Publisher: Fennica Gehrman. First Performance: Sinfónica de la Radio Finesa, cond. Paavo Berglund, Helsinki, 10 de abril de 1962.
- Rautavaara, Einojuhani: Sinfonía n.º 4 (original work)., 1964/1968. [Withdrawn. Arabescata (1962). named as Symphony no. 4 in 1986]. — First Performance (original version).: Filarmónica de Helsinki, cond. Jorma Panula, Helsinki, 26 de febrero de 1956. First Performance (second version).: Sinfónica de la Radio Finesa, cond. Paavo Berglund, Helsinki, 24 de febrero de 1970.
- Sallinen, Aulis: Concerto for Chamber Orchestra Op. 3, 1959–1960. 1(1).121/1000/00, strings. Duration: 22'. — Publisher: Novello. First Performance: Sinfónica de la Radio Finesa, cond. Paavo Berglund, Helsinki, 15 de noviembre de 1960.
- Salmenhaara, Erkki: Suomi – Finland, 1966. 2222/4330/11, harp, strings. Duration: 18'. — Commissioned by the Finnish Broadcasting Company. Distributor: Fimic. First Performance: Sinfónica de la Radio Finesa, cond. Paavo Berglund, Helsinki, 31 de octubre de 1967.

## Publicaciones
- A comparative study of the printed score and the manuscript of the seventh symphony of Sibelius. Acta Musica V. Studies Published by Sibelius Museum. Institute of Musicology, Universidad Åbo Akademi (http://www.abo.fi/institution/musikvetenskap)., Turku, Finland, 1970. 33 pages.